# 秘境追踪
秘境追踪，中央电视台第十套科教频道，《探索·发现》栏目推出的大型系列纪录片。内容关于未知世界、外星人、UFO、古代武器等。自2005年1月3日起，截止至2009年2月17日，已经播出六辑，共计164集。